# روزنامه دیواری
روزنامه دیواری صفحه‌ای شامل مطالب خبری و گزارشی است که برای قرارگرفتن روی دیوار مکان‌های عمومی طراحی می‌شود.
روزنامه دیواری به نوعی زیر شاخه‌ای از کار مطبوعاتی به حساب می‌آید که می‌تواند در ایجاد روحیۀ همکاری گروهی در کودکان و نوجوانان مؤثر باشد و فکر و قدرت هنری آنان را افزایش دهد.
معمولاً از کاغذ فیلی یا مقوا برای پس زمینه استفاده می‌شود. روزنامه دیواری معمولاً یک موضوع دارد ،و بر روی آن کاغذهای از پیش تایپ شده یا دست‌نویس به همراه عکس‌هایی مرتبط با موضوع چسبانده می‌شود.
با قاطعیت می‌توان گفت که روزنامه دیواری ساده‌ترین و تنها مدلی از مطبوعات است که بیشترین پتانسیل را برای استفاده از خلاقیت و ابتکار را دارد ولیکن این اتفاق رخ نمی‌دهد. شاید بتوان با برگزاری جشنواره‌های روزنامه دیواری در مراکز آموزشی، دانش آموزان را وادار به استفاده از خلاقیت بکند.